# لامبيث

موقع منطقة لامبيث الادارية

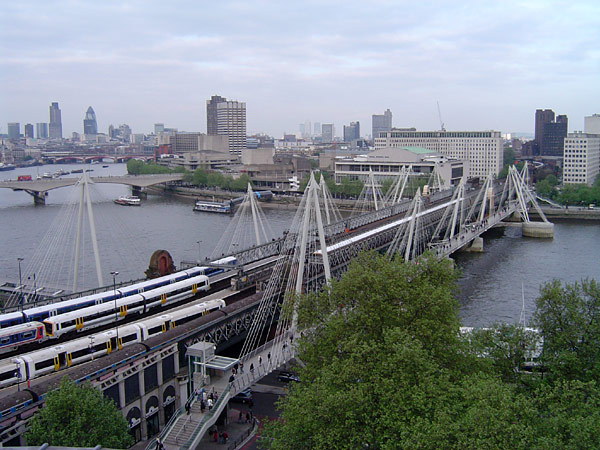
جسرا هنجرفورد واليوبيل الذهبي

لامبيث (الإنكليزية، London Borough of Lambeth) هي منطقة إدارية تقع وسط لندن الكبرى وتقع ضمن منطقة مدينة لندن انشأت المنطقة سنة 1965 عبر ضم كل من احياء «لامبيث» و«كلابهام» و«ستريتهام» والتي كانت جزءا من «واندسوورث».يبلغ عدد سكانها 268000 نسمة حسب تقدير لعام 2005.

## المناطق
| - بريكستون. - بريكستون هيل. - كلابهام. - كلابهام بارك. - جيبسي هيل. - هيرني هيل. - كينينغتون. - ساوث بانك. - ساوث لامبيث. - ستوكويل. | - ستريتهام. - ستريتهام هيل. - ستريتهام فالي. - ستوكويل. - ستريتهام هيل. - ستريتهام فالي. - ستوكويل. - تولس هيل. - فاوكسهال. - ويست نوروود. |

## توأمة
للامبيث اتفاقيات توأمة مع:
- بروكلين

## أعلام
- آن غودارد
- أنتوني جرانت
- بولين كوب
- لوروا غريفيثز
- جون إثيريدغ
- توماس هاردويك
- جون ساتكليف